# Tarsoporosus kugleri
Tarsoporosus kugleri es una especie de escorpión de la familia Scorpionidae descrito por Schenkel, en 1932.

## Descripción
Tarsoporosus kugleri es un escorpión de u 5 a 6 cm de longitud total, el color del cuerpo es pardo claro con el cefalotórax y las quelas con una coloración más oscura, las patas son de color amarillo claro presentando mancha puntiformes de color negro, los peines presenta 10 dientes el caparazón presenta áreas lisas irregulares situadas entre los tubérculos oculares. Las quelas con carenas externas lisas así como el tegumento intercarenal, el segmento caudal V varia entre los 5 y 7 mm solo presenta carenas dorsales lisas sin dientes y con un dentículo distal obtuso, el lado ventral posee algunos gránulos.

## Distribución
Localidad típica Riecito-Araurima, Municipio Acosta del Estado Falcón.
Este escorpión ha sido señalado para Venezuela en la zona xerófita del noroccidente habiéndosele señalados para las siguientes localidades Barquisimeto, Lara;  Coro, Falcón y Maracaibo, Zulia. Se le señalado entre escorpiofauna de  Colombia.

## Hábitat
Tarsoporosus kugleri habita en las regiones xerófitas de los estados Falcón, Lara y Zulia donde se suele hallar en los bosques de espinares debajo de rocas y restos de cactus secos.